# 张长晓
张长晓（英文名: Sean White，1987年11月1日—），山东济南人，旅意文化学者、知名音乐评论及策划人，国际社会活动家，被誉为当代音乐的“马可波罗”。著有《地中海的声音》,《高贵的靴子》等专著。坦科音乐奖及第20届Premio Lunezia鲁尼兹亚流行音乐大奖评审会成员，意大利华人音乐家协会指导委员，首届意大利华人春晚总导演。意大利第21届G.Falcone-P.Borsellino意大利共和国特殊国际贡献奖获得者

## 经历
- 2012年先后在凤凰卫视及新华社驻意大利记者站工作，其中《意大利音乐为什么不被世人所熟知》在意大利乐坛曾轰动一时，意大利rai国家卫视进行了专访报道。
- 2013年5月，任新华社记者期间，因首次透漏罗大佑御用作曲人花比傲已故，在香港及内陆乐坛引起轰动，并为悼念花比傲写有《忽儿今夏-香港的马可波罗》《花比傲与林夕》等撰文。
- 2013年10月，推荐中国音乐人崔健到意大利领取Premio tenco坦科音乐文化贡献奖
- 2013年10月底，应意大利驻华使馆文化处之邀，组织策划了意大利殿堂级歌手Francesco Baccini到中国北京、上海、广州、深圳，香港的五场剧院音乐会，参加中意两国友好文化年演出。
- 2013年11月，策划了意大利知名乐队Tempi Duri主唱Carlo Facchini到宁波参加X-CAT国际摩托艇锦标赛开幕式。
- 2014年5月，推荐民谣歌手高樱获得意大利lunezia鲁尼兹亚流行音乐大奖[4]。
- 2015年8月，《地中海的声音》同年入选花城出版社十大精品图书，受邀广州南国书香节讲座，并对话李皖，意大利驻广州总领事Laura，之后作客广东广播电视台。该书由奥斯卡导演罗伯托贝尼尼，赵传，罗琦等推荐，崔健，张楚，李皖作序。
- 2015年5月，出任意大利第一大唱片SAIFAM唱片亚太区音乐总监
- 2015年6月， 策划美国传奇音乐人David Hoffman &大陆乐队30周年访华演出[5]，包括北京，上海，济南等地。
- 2015年9月，意大利驻华大使馆文化处《地中海的声音》讲座
- 2015年10月 作客意大利国家旅游局与穷游网中意文化论坛讲座
- 2016年1月 意大利saifam公司与北京麦爱文化，厦门旅游集团联手在厦门打造文化产业创意园。
- 2016年4月 创办中意文化交流协会杏仁学社，担任首任社长，并推广中国及家乡文化。
- 2016年4月 担任2016蒙牛酸酸乳超级女声意大利唱区总评委
- 2016年5月 策划了意大利流行音乐教父Eugenio Finardi与张楚的合作，并组织了上海，合肥，北京等地演唱会
- 2016年5月 策划张楚“微小相见”济南演唱会
- 2016年6月 策划暴风音乐公益基金校园行中国传媒大学站
- 2016年6月 作客北京大学艺术讲堂
- 2016年8月  推荐音乐诗人张楚获得意大利Brisighella达芬奇文学奖[6]。
- 2016年10月 策划崔健三十年音乐会，并邀请英国警察乐队鼓手Stewart Copeland与崔健的合作[7]，并担任了崔健三十年摇滚演出嘉宾
- 2016年12月 担任2017年意大利第一届华人春节联欢晚会总导演[2]
- 2017年3月 出任北京晨音文化（LongMorning)总裁
- 2017年6月8日，当选第四届影响济南年度文化人物[8]。
- 2017年11月 因推广中冰两国音乐，张长晓在总统府受到冰岛总统古德尼·約翰內森亲切接见[9]